# 덴마크 황금기
덴마크 황금기(덴마크어: Den danske guldalder)는 1800년에서 1850년 사이에 창조적인 생산의 시기를 묘사하는 데 일반적으로 사용되는 용어이다. 이 시대의 창작물에는 크리스토퍼 빌헬름 에크케르스베르크의 작품과 그의 제자들인 빌헬름 벤츠와 크리스텐 쾨브케, 마르티누스 뢰르베, 콘스탄틴 한센, 빌헬름 마르스트란트의 작품, 베르텔 토르발센의 조각 등등이 포함된다.
이 시기 동안에 덴마크 예술 전반에 걸쳐 증가가 이루어졌다. 덴마크에서 훈련을 받고 덴마크에 관한 소재에 영감을 받은, 덴마크인에 의해 예술 작품이 제작되었다. 시각 예술 분야가 아닌 예술가도 이 시기와 관련되었는데, 그런 부류에는 작가 아담 욀렌슐레게르, 베른하르트 세베린 잉에만(Bernhard Severin Ingemann)과 한스 크리스티안 안데르센, 그리고 발레의 거장으로 발레 편성가인 아우구스트 부르농빌(August Bournonville)이 포함된다. 이 시기 동안에는 쇠렌 키르케고르과 니콜라이 프레드리크 세베린 그룬츠비그(Nicolai Frederik Severin Grundtvig)의 글을 두고 토론이 자주 벌어졌었다.